# 庙湾真武庙正殿
庙湾真武庙正殿，位于江苏省盐城市阜宁县阜城街道沿河居委会，射阳河拐弯处，是阜宁最古老的庙宇，阜宁县治庙湾镇即因此庙而得名。正殿面阔三间10.9米，进深8.5米。2009年11月3日公布为盐城市文物保护单位，编号3-1 。2011年，阜宁县政府投资兴建庙湾古城和兴国寺，真武庙正殿保留，又新建12座殿宇，作为佛教活动场所兴国寺。 